# Grupo Desportivo Atletico Juventude de Moxico
Grupo Desportivo Atlético Juventude de Moxico, meist nur Juventude de Moxico genannt, ist ein Fußballverein aus der angolanischen Stadt Luena, Hauptstadt der Provinz Moxico.
Seine Gäste empfängt der Klub im städtischen Estádio Comandante Jones Kufuna Yembe - Mundunduleno, auch Estádio do Luena genannt. Es fasst 3.500 Menschen, nach Angaben der Profiliga ist es jedoch nur für 1.500 Zuschauer zugelassen.

## Geschichte und Erfolge
Der Verein ging aus dem vormaligen Klub Inter Clube 4 de Junho do Moxico hervor, mit Wirkung vom 23. November 2006.
Landestitel konnte der Klub bisher nicht gewinnen. Als größter Vereinserfolg kann daher seine Spielzeit in der höchsten angolanischen Liga Girabola gelten. Die Saison 2007 beendete er auf dem 14. und damit letzten Platz, so dass er zurück in die zweite Liga abstieg, den Gira Angola. (Stand: 2014). Danach folgten weitere Abstiege, so dass der Klub heute in Ligen des Provinzverbandes Moxico antritt.